# Anthony Ogogo
Anthony Ogogo, född 24 november 1988 i Great Yarmouth, Storbritannien, är en brittisk boxare som tog OS-brons i mellanviktsboxning 2012 i London.